# Vice Media

Beeldmerk

Vice Media is een Canadees-Amerikaans mediabedrijf dat een tijdschrift, website, televisie- en filmproductiebedrijf, platenlabel en imprint omvat. Het bekendste product van de mediagroep is het tijdschrift Vice. 
Sinds maart 2006 wordt er een Nederlandse uitgave van het tijdschrift en de website gemaakt. Vice is van politiek linkse signatuur, en publiceert over onderwerpen als genderdiversiteit, identiteitspolitiek en drugsgebruik. 

## Geschiedenis
In 1994 werd als werkgelegenheidsproject in Montreal het zwart-witblaadje Voice of Montreal uitgegeven. Twee jaar later werd de uitgever uitgekocht en de naam gewijzigd in Vice. In 1999 verhuisde het bedrijf naar New York. In 2013 investeerde 21st Century Fox 70 miljoen dollar in Vice Media en kreeg daardoor 5% van de aandelen. Vice maakte televisieprogramma's die zijn uitgezonden door MTV en HBO.
Vice is in de loop van de jaren uitgebreid met verscheidene initiatieven, zoals Broadly, een online uitgave gericht op vrouwen.